# Discours de Carthage
Le Discours de Carthage, prononcé le 31 juillet 1954 par le chef du gouvernement français Pierre Mendès France au Palais de Carthage, au cours d'un voyage-éclair en Tunisie, est resté célèbre car reconnaissant l'autonomie interne à la Tunisie. Souhaitant « dénouer le conflit par un geste spectaculaire », ce discours est considéré par les historiens comme une étape importante de la décolonisation en France, qui vaudra à son auteur la réputation de « l'homme de la Tunisie ».
Prononcé six semaines après l'investiture de Mendès France et seulement dix jours après les accords de Genève mettant fin à la guerre d'Indochine, ce discours lance les négociations avec les leaders tunisiens pour un gouvernement provisoire mettant fin au protectorat français de Tunisie, le premier gouvernement Tahar Ben Ammar, qui inclut quatre ministres du parti d'Habib Bourguiba, leader tunisien transféré peu avant à Paris pour être associé aux négociations. 
Le programme de redressement économique de Mendès France, jusque-là priorité, est alors temporairement mis en veilleuse. Son discours demande de garantir les droits des Français de Tunisie appelés à demeurer dans ce pays, « avec leurs fils et leurs petits-fils ».

## Histoire

### Contexte
Le 13 janvier 1952, Jean de Hauteclocque arrive à Tunis à bord du croiseur Le Mercure puis remplace, le résident général de France, Louis Périllier. 
En mars 1952, il destitue par la force, le gouvernement M'hamed Chenik, qui avait été le premier gouvernement tunisien ayant négocié les conditions d'une évolution de la Tunisie vers l'autonomie interne pendant le protectorat français. C'est le Coup de force du 26 mars 1952 en Tunisie. 
Le 26 mars 1952, M'hamed Chenik, Mahmoud El Materi, Mohamed Salah Mzali et Mohamed Ben Salem sont arrêtés et internés à Kébili. 
De Hauteclocque leur reproche surtout leur requête auprès de l'Organisation des Nations unies (ONU) et leur refus de négocier sur la prorogation du Grand Conseil ou sur la réforme municipale. 
Le 28 mars, Lamine Bey est ainsi contraint de signer le décret nommant Slaheddine Baccouche comme grand vizir, qui forme le gouvernement Slaheddine Baccouche, jugé inféodé à l'autorité coloniale.
Après l'assassinat du syndicaliste Farhat Hached le 5 décembre 1952 par l'organisation colonialiste extrémiste de la Main rouge, le protectorat français de Tunisie est affecté par une vague de  manifestations, émeutes, grèves, tentatives de sabotage et jets de bombes artisanales. La Main rouge réplique en multipliant les actes de terrorisme, faisant grimper la tension « à son comble ».
Dans la foulée, les années 1953 et 1954 sont marquées par la multiplication des attaques contre le système colonial, organisée par des maquisards, qui pratiquent une guérilla de harcèlement. En réponse, près de 70 000 soldats français sont mobilisés dans les campagnes tunisiennes pour réprimer cette situation difficile, qui n'est apaisée que par le discours prononcé le 31 juillet 1954,.
Entre-temps, Pierre Mendès France est parvenu au pouvoir au printemps 1954 comme président du Conseil, en succédant le 18 juin à Joseph Laniel à la tête du gouvernement. Il nomme François Mitterrand ministre de l'Intérieur et souhaite des mesures de décolonisation, en Indochine comme au Maghreb.

### Préparation
Mendès France avait eu des contacts avec Mohamed Masmoudi, futur représentant officiel du parti Néo-Destour à Paris au moment où il était l'avocat de quatre inculpés dans une affaire de sabotage qui s'étaient plaints de tortures et de mauvais traitements et avait obtenu l’acquittement de l’un d'eux. Dans le premier numéro de L'Express le 16 mai 1953 (comme supplément hebdomadaire du journal économique Les Échos tiré à 35 000 exemplaires), il avait argumenté pour des négociations en Indochine.
Quelques jours avant son investiture en 1954, il signe un article dans La Revue politique et parlementaire, dans lequel il défend plus discrètement le projet d’autonomie qu'il va annoncer dans son discours et prépare ensuite sa décision de remplacer rapidement le résident général Pierre Voizard.
Le 17 juillet, Pierre Mendès France décide d'assouplir les conditions de détention du leader tunisien Habib Bourguiba et il le fait transférer le 21 juillet 1954 au château de La Ferté à Amilly (110 kilomètres de Paris) afin de préparer les futures négociations,. 
Le même jour, en conséquence de la chute de Dien-Bien-Phû le 7 mai en Indochine, il signe les accords de Genève, mettant fin à la guerre d'Indochine.
Informé des projets de Pierre Mendès France, Tahar Ben Ammar, autre leader tunisien, rencontre discrètement le ministre français des Affaires marocaines et tunisiennes, Christian Fouchet, le 27 juillet, ainsi que le leader tunisien Habib Bourguiba dans les jours suivants.
Puis le 30 juillet 1954, Pierre Mendès France informe ses ministres, réunis à l'Élysée pour leur conseil hebdomadaire, que le Protectorat français de Tunisie va s'achever. Les gaullistes, menés par le général Pierre Kœnig donnent leur accord. Au cours de la même journée, le général Pierre Boyer de Latour du Moulin, ex-commissaire de la République en Cochinchine, puis résident général à Rabat et commandant supérieur des troupes en Tunisie est nommé résident général de France en Tunisie. Afin de préserver le secret sur ce déplacement, les communications entre la France et la Tunisie sont interrompues et des troupes militaires sont positionnées à Tunis dès la veille au soir.

### Discours
Le lendemain, Pierre Mendès France mène un voyage d'une seule journée en Tunisie. Il est accompagné par le maréchal Juin, né en Algérie et qui avait déposé Moncef Bey en 1943, de Christian Fouchet et d'Yves Perrussel, ancien président du RPF, le parti gaulliste, à Tunis. À midi et demi, il est reçu par Lamine Bey au palais de Carthage où il annonce dans un discours d'une douzaine de minutes : 
« […] L’autonomie interne de la Tunisie est reconnue et proclamée sans arrière-pensée par le gouvernement français, qui entend tout à la fois l’affirmer dans son principe et lui permettre dans l’action la consécration du succès.

Le degré d’évolution auquel est parvenu le peuple tunisien — dont nous avons lieu de nous réjouir d’autant plus que nous y avons largement contribué — la valeur remarquable de ses élites, justifient que ce peuple soit appelé à gérer lui-même ses propres affaires.
C’est pourquoi nous sommes prêts à transférer à des personnes et à des institutions tunisiennes l’exercice interne de la souveraineté.
Dès maintenant, si tel est votre désir, un nouveau gouvernement peut être constitué qui, outre la gestion des affaires de la Régence, sera chargé de négocier en votre nom avec le Gouvernement français les conventions destinées à fixer clairement les droits des uns et des autres […]
Les Français, en échange de leurs services passés et présents, du rôle qu’ils peuvent et doivent jouer dans l’avenir, ont acquis le droit de vivre et de travailler en Tunisie, droit dont personne ne songe à les priver […]
Outre la part qu’ils pourront prendre notamment à la vie municipale, à la représentation et à la défense de leurs intérêts au sein d’assemblées qui leur seront propres, les Français doivent avoir les moyens pratiques de faire assurer le respect des règles de droit inscrites en leur faveur dans les conventions […]

Comme vous-mêmes, j’ai le droit d’espérer qu’un terme sera mis maintenant aux violences. S’il fallait affecter plus de moyens pour les maîtriser, le Gouvernement français n’hésiterait pas à envoyer tous les renforts nécessaires. Si de nouveaux attentats venaient endeuiller ce pays, les sanctions, je dois le dire loyalement, seraient d’une rigueur que ne mitigerait aucun ménagement […]. »
Son contenu est « resté célèbre » car promettant l'autonomie interne à la Tunisie. Tout en condamnant la violence et en soulignant qu'elle n'obtiendra pas de résultats, il y annonce des transferts de souveraineté importants et promet d'ouvrir les négociations « pour aboutir à la souveraineté interne de la Tunisie »,,. 
Prononcé avec une « froide résolution », son intervention salue en particulier « le degré d'évolution auquel est parvenu le peuple tunisien dont nous avons lieu de nous réjouir d'autant plus que nous y avons contribué ».
Les Français se voient confirmer leur « droit de vivre et de travailler en Tunisie », sans pour autant qu'il y ait de « référence à la co-souveraineté mais avec une participation à la vie municipale ».

### Réactions immédiates
Le discours de Carthage déclenche une avalanche de réactions politiques, sociales et médiatiques, jusqu'au Maroc, où le journal Maroc-Press publie rapidement des pétitions demandant le retour du Sultan, exilé à Madagascar, dont de nombreux signataires n'ont en fait pas été consultés. Plus généralement, dans le monde arabe les observateurs attendent surtout la réaction d'Habib Bourguiba, car la plupart ne savaient pas que le contenu de l'accord en cours avait été négocié avec lui. Le leader tunisien crée « la surprise d'une grande partie du monde arabe » quand il fait connaître son approbation. En Tunisie, le journal Al Ikhwane al Moslemine, l'organe officiel du mouvement des Frères musulmans, prend même à partie les dirigeants du Néo-Destour d'Habib Bourguiba en estimant que les négociations  avec la France constituent un « acte de haute trahison ». 
La Dépêche tunisienne, lue par la grande majorité des Français de Tunisie pendant la période coloniale, estime après le discours qu'il « fallait un choc psychologique pour dissiper le déplorable malentendu qui depuis deux ans pesait sur les relations franco-tunisiennes » et espère qu'il va « faire refleurir une amitié et une confiance sans réserve entre la France et la Tunisie ». Mais ce « choc psychologique d’une grande intensité » provoque chez une partie des Français « un désarroi impuissant », avec pour résultat que « la stupeur bloqua toute réaction ». 
En France métropolitaine, la presse de droite se divise dans ses commentaires. L'Aurore de Marcel Boussac dit : « Pas d'accord ». Le Figaro de Pierre Brisson, alors relativement critique sur la politique coloniale dans le sillage du statut d'autonomie négocié par sa rédaction, veut bien y voir, lui, une évolution intéressante, sous certaines conditions,. Dès le 5 août, Pierre Mendès France doit recevoir une délégation du groupe France-Tunisie de l'Assemblée nationale, incluant le président de la Fédération radicale de Tunisie et le président de la chambre d'agriculture française en Tunisie, qui se déclarent « pas convaincus de la valeur des garanties envisagées pour maintenir la présence de la France ».

### Libérations de militants tunisiens
Dans la foulée, le gouvernement de Pierre Mendès France décide la libération de militants du Néo-Destour, le parti du leader tunisien Habib Bourguiba et la fermeture de camps de prisonniers. Au même moment, surveillé par un commissaire des Renseignements généraux, Habib Bourguiba reçoit de nombreuses visites grâce à la présence de représentants du Néo-Destour à Paris.

### Gouvernement provisoire tunisien
Un nouveau gouvernement provisoire tunisien est constitué en vue des pourparlers avec les interlocuteurs français choisis par le gouvernement de Pierre Mendès France. Face à leur exigence de limiter le nombre des ministres néo-destouriens à quatre et de nommer un indépendant au poste de grand vizir, le choix se porte sur une équipe menée par Tahar Ben Ammar après le refus d'Aziz Djellouli : c'est le gouvernement provisoire de Tahar Ben Ammar.
Dès le 3 août, Le Monde cite Tahar Ben Ammar qui lui  déclare espérer pouvoir constituer son équipe de ministres provisoires dans la journée et publie la liste probable des nouveaux ministres tunisiens, en précisant que « le bruit court » que l'un d'eux viendra de la communauté juive. 
Le 8 août 1954, Tahar Ben Ammar forme son gouvernement. La négociation officielle ne s’ouvre cependant à Tunis qu'à la fin de l'été, le 4 septembre 1954, puis et se poursuit à partir du 13 septembre en France.

### Conséquences pour la Tunisie
Le général Pierre Boyer de Latour du Moulin négocie ensuite les accords d'autonomie interne sous le gouvernement Pierre Mendès France. Le 18 août s'ouvrent les négociations. Bourguiba est autorisé à séjourner à l'hôtel où est hébergée la délégation tunisienne, qui lui rend compte quotidiennement des discussions et reçoit ses consignes.
Selon les historiens Pierre Avril et Gérard Vincent, ce discours « mit un terme à l'engrenage de violences et de répressions que les hésitations des gouvernements avaient laissé se déclencher en Tunisie, comme ailleurs ». 
Les conventions franco-tunisiennes sont signées finalement le 3 juin 1955 entre le chef du gouvernement tunisien Tahar Ben Ammar et son homologue français Edgar Faure. Ces conventions confient à un gouvernement tunisien les pouvoirs les plus étendus, à l'exception des Affaires étrangères et de la Défense.

### Conséquences pour la politique française

#### PMF accusé de brader l'Empire
Pierre Mendès France est accusé de vouloir « brader l'Empire » colonial par une partie des élus de son propre parti, après ce discours et la fin de la guerre d'Indochine, officialisée par les accords de Genève qui l'ont précédée de seulement dix jours. 

#### Journal pour déstabiliser PMF
En novembre 1954, il est même agressé physiquement et son rival Antoine Pinay convoque Philippe Boegner,, l'ex-directeur de Paris Match pour créer Le Temps de Paris, un projet de quotidien visant à concurrencer Le Monde, jugé trop favorable à Pierre Mendès France. Le projet ne verra cependant le jour qu'en avril 1956 la famille Michelin peinant à trouver d'autres financiers. Entre-temps, son gouvernement a chuté en février 1955.

#### Les deux congrès du Parti radical
Pour remédier à la division du Parti radical, en particulier sur les questions coloniales, les partisans de Pierre Mendès France exigent un congrès extraordinaire de réformes. Il a lieu le 4 mai 1955 à Paris, à la salle Wagram. Ce congrès et le congrès ordinaire qui suit, en novembre 1955, voient le Parti radical, l'une des principales forces de la IVe République, se scinder en deux. Ne parvenant pas à s'accorder, les deux forces se présentent en ordre dispersé aux élections législatives qui suivent, le 5 janvier 1956, largement gagnées par le Front républicain, créé par Pierre Mendès France, tandis que l'aile droite menée par Edgar Faure subit une déroute. 
Pierre Mendès France doit quitter le gouvernement au printemps 1956, en désaccord avec Guy Mollet sur l'Algérie mais continue ensuite à s'intéresser à la Tunisie et exprimera le regret que la séparation de la France n'ait pas été plus progressive.